# 知久寿焼
知久 寿焼（ちく としあき、本名：知久 寿明（読み同じ）、1965年2月10日 - ）は、日本のミュージシャン兼ツノゼミ研究家。1980年代から2000年代にかけて、たまのメンバーとして活動していた。現在はソロならびにパスカルズのメンバーとして活動中。埼玉県川口市宮町出身。川口南幼稚園、川口市立原町小学校、川口市立仲町中学校、埼玉県立川口高等学校卒業。19歳で川口から転居、現在は東京都杉並区在住。

## 経歴
幼少の頃は夜尿症（おねしょ）に悩む、トカゲや昆虫を愛する子どもだった。流しの歌手だった叔父から、ギター・歌の手ほどきを受けた。高校在学中、フォークソング同好会にて、ギターの弾き語りをはじめる。友部正人・原マスミなどを手本にして、次第に独創的な歌曲を作り出していく。
高校時代に家出をするが、高校へは隠れ家の友人宅アパートから通学していた。高校卒業間近に実母が病気で死去したため、実兄と実父との三人暮らしとなる。母親が居なくなったことで父親が精神に異常をきたし、一緒に居られなくなったため、同年、女性の知り合いと町内の日蓮宗本覚寺の近くのアパートで同居を始め家を出る。実父はたまのメジャー・デビュー後に交通事故で死去。
16歳の時、当時アングラ音楽青少年のたまり場であった北千住の「甚六屋」で石川浩司と出会い、意気投合する。共同生活を営もうとしたらしいが、どこの不動産屋でも門前払いに遭い断念。後に柳原陽一郎と出会い、三人でたまを結成。同バンドでは、ボーカル・ギター・マンドリン・ウクレレ・ハーモニカを担当。シュールな歌詞にアコースティックなサウンドを合わせた個性的な音楽、そしてマッシュルームカットにちゃんちゃんこ（冬季はどてら）・下駄履き・ギターを紐で肩から下げるというスタイルで大きなインパクトを与えた。まるで座敷わらしのようなルックスは女性ファンを増やす要因となり、駅から自宅までつけられたり、朝に自宅で目を覚ますと枕元に制服姿の女子高生が立っていたこともあったという。その歌唱力と声変わりがほとんどみられないユニークな声質は中島啓江からも「腹式呼吸・発声も完璧」と評された。なおバンド結成当初、芸名の表記が知苦寿暗だった時期がある。たまは1995年末の柳原の脱退を経て、その後も地道に活動を続けていたが、2003年10月解散。その後もソロやユニットで音楽活動を続ける。
たま活動期より石川と共に音楽ユニット「パスカルズ」に参加・活動。ヨーロッパなど海外公演を多く行い、フランスの新聞「ル・モンド」に紹介されたり、現地の音楽チャートで1位獲得。日本でも『凪のお暇』『妻、小学生になる。』などの劇伴音楽も担当。2022年公開映画『川っぺりムコリッタ』には劇伴音楽および劇中に出演。また同じくたまメンバーであった滝本晃司ともユニットや楽曲参加、ジョン (犬)らとはユニット「17」（イーナ）を組んでいた。
NHK教育テレビ『ピタゴラスイッチ』『うたっておどろんぱ』『みんなのうた』『おかあさんといっしょ』などのテレビ番組や、味の素、コクヨ、三共、ヒガシマル醤油、ニトリ等のCMソング、演劇等にも多数の楽曲提供・歌唱をしている。BShi『デジタル・スタジアム』にて楽曲「電車かもしれない」をモチーフとしたアニメーション作品（作・近藤聡乃）が発表されたことをきっかけに、同番組のオープニング曲を手がけた。
2019年3月27日、ソロキャリア初のアルバム『知久寿焼のうた その1〜いままでの音源ひとまとめ〜』『知久寿焼のうた その2〜ほとんど弾き語り新録もの〜』の2作品を同時発売。また「その1」収録の「ひとだま音頭（合奏編）」に参加したうつみようこ、関島岳郎らと共に、チンドン太鼓・チューバ・大正琴・三線というユニークな編成による「ちくちんどん楽団」を結成、2023年にアルバムリリース。

## 人物
2018年に日本テレビ『PON!』に出演、「うどんかぞえうた」を披露した後Twitterで話題になり、一時的にトレンド4位に掲載されたほか、Yahoo!ニュースにも取り上げられた。
幼少期より趣味は昆虫採集、特にツノゼミに造詣が深い。学研の図鑑LIVE「昆虫 新版」で昆虫撮影班に参加している。また独特な画風のイラストを描いており、たまのインディーズ時代の作品や1stアルバム『さんだる』のジャケットイラストを手がけた他、1999年に刊行された矢川澄子作の絵本『だるまさん千字文』の挿絵を担当した。

## 作品
※たま時代の作品についてはたまの項を、パスカルズについてはパスカルズ公式HP内を参照のこと。

### アルバム
|     | 発売日        | タイトル                                         | 収録曲 | 規格 | レーベル    | 規格品番   |
| --- | ------------- | ------------------------------------------------ | --- | ---- | ----------- | ---------- |
| 1st | 2019年3月20日 | 知久寿焼のうた その1〜いままでの音源ひとまとめ〜 | 1. ああぼ〜くはかなし〜よ 2. ひとだま音頭 3. 地図にない場所 4. 月がみてたよ (Overstay) 5. いつでもいつまでも 6. いちょうの樹の下で 7. みもふたもないうた 8. おるすばん 9. ひとだま音頭 (合奏編)               | CD   | BRIDGE INC. | BRIDGE-263 |
| 2nd | 2019年3月20日 | 知久寿焼のうた その2〜ほとんど弾き語り新録もの〜 | 1. いたわさ 2. あめふらし 3. ここはもののけ番外地 4. きこえないうた 5. 死んぢゃってからも 6. すいか畑 7. むりなおみやげ 8. うどんかぞえうた 9. セシウムと少女 (知久寿焼とユザーン) 10. ちょっと今ここだけの歌 | CD   | BRIDGE INC. | BRIDGE-264 |

ちくちんどん楽団
|     | 発売日        | タイトル         | 収録曲 | 規格 | レーベル    | 規格品番   |
| --- | ------------- | ---------------- | --- | ---- | ----------- | ---------- |
| 1st | 2023年1月18日 | ちくちんどん楽団 | 1. ここはもののけ番外地 2. らんちう 3. うどんかぞえうた 4. いちょうの樹の下で 5. ねむれないさめ 6. いつでもどこでも 7. ちいさなおはなし 8. セシウムと少女 9. ロシヤのパン 10. ちょっと今ここだけの歌 11. ぽかぽか | CD   | BRIDGE INC. | BRIDGE-362 |

### 自主制作CD-R盤
|     | 発売日 | タイトル           | 収録曲 | 備考 |
| --- | ------ | ------------------ | --- | --- |
| 1st | 2007年 | ひとだま音頭       | 1. ひとだま音頭 2. 地図にない場所 (弾き語りバージョン) 3. 月がみてたよ (Overstay) 4. ひとだま音頭 (モノラル) | - ハポン劇場『北斎とお栄』主題歌                                                                             |
| 2nd | 2008年 | いつでもいつまでも | 1. いつでもいつまでも 2. いちょうの樹の下で 3. みもふたもないうた 4. いつでもいつまでも (モノラル)           | - ハポン劇場『人喰☆サーカス』主題歌 - 表題曲「いつでもいつまでも」に、サード・クラス、ワタナベイビーが参加。 |
| 3rd | 2015年 | セシウムと少女     | 1. セシウムと少女 2. セシウムと少女 (カラオケ)                                                               | - 映画『セシウムと少女』主題歌                                                                               |

### 参加作品
| 発売日                                 | タイトル                                                                  | アーティスト                                       | 収録曲 | 備考 |
| -------------------------------------- | ------------------------------------------------------------------------- | -------------------------------------------------- | --- | --- |
| 1987年（アナログ） 1992年12月10日 (CD) | 移動式女子高生                                                            | とうじ魔とうじ                                     | | 『とうじ魔とうじバンド』のメンバーとしてギターとコーラスで参加。 |
| 1990年9月26日                          | ヤマアラシとその他の変種                                                  | V.A.                                               | 11. 西の果てにある なんにも起こらない村と 東の果てにある なんにも起こらない村の なんにも起こらない 悲しい恋人達のお話。 | ケラリーノ・サンドロヴィッチの作品集。コーラスを担当 |
| 1992年6月                              | 帰還                                                                      | シバ                                               | 3. 満州鉄道の夜 | コーラスを担当 |
| 1993年3月25日                          | ぼくの展覧会                                                              | 友部正人                                           | | 友部正人のライブアルバム。コーラスと演奏で参加。 |
| 1995年2月22日                          | うれしい予感/針切じいさんのロケン・ロール                                 | 渡辺満里奈                                         | 1. うれしい予感 | ハーモニカで参加。渡辺のアルバム『Ring-a-Bell』に収録のアルバム・バージョンにも参加。                                                                                |
| 1995年10月21日                         | 空の下                                                                    | 滝本晃司                                           | | プロデュースを担当。 |
| 1995年12月20日                         | オフ・オフ・マザー・グース                                                | V.A.                                               | 40. いちば | ボーカルを担当。マザー・グースの詞に曲をつけて様々なゲストによって歌われる企画盤。                                                                                   |
| 1997年1月21日                          | NHKなんでもQより あにまるQ                                                | V.A.                                               | 3. ニッポンのたぬき | ボーカルを担当。NHK教育テレビ『あにまるQ』の楽曲集。当該曲は以降に発売された同番組関連の多数のCD作品にも収録された。                                                 |
| 1999年4月21日                          | NHK うたっておどろんぱ                                                    | V.A.                                               | 6. ゆめをみにいこう! | NHK教育テレビ『うたっておどろんぱ』の楽曲集。同曲の作詞・作曲・ボーカル・マンドリン・口琴を担当。                                                                    |
| 1999年11月17日                         | WATANABABY SESSION                                                        | ワタナベイビー                                     | 2. キミにまいった | コーラスで参加。 |
| 2000年1月19日                          | no media 1                                                                | V.A.                                               | 3. 遠距離恋愛の頃の落書き 4. どこかで暮らす 5. 泣きむしのいいわけ                                                       | 友部正人プロデュースのポエトリーリーディングアルバム。 |
| 2000年9月27日                          | no media 2                                                                | V.A.                                               | 13. 留守番電話 14. 夢の中のきみ 15. 煙突 16. 水不足                                                                     | 友部正人プロデュースのポエトリーリーディングアルバム。 |
| 2002年6月1日                           | mosaic via post                                                           | ことぶき光                                         | | 口琴で参加。 |
| 2000年9月27日                          | Live no media 2002                                                        | V.A.                                               | 8. 新月の晩 | 友部正人プロデュースのポエトリーリーディングライブアルバム。 |
| 2003年6月11日                          | ウクレレ・ビートルズ                                                      | V.A.                                               | 9. THE FOOL ON THE HILL                                                                                                 | ビートルズの楽曲のウクレレカバー集。 |
| 2003年9月1日                           | あれからどのくらい                                                        | 友部正人                                           | | 友部正人のライブ・アルバム。コーラスと演奏で参加。 |
| 2003年11月27日                         | ウクレレ・レノン                                                          | V.A.                                               | 12. One Day (At A Time)                                                                                                 | ジョン・レノンの楽曲のウクレレカバー集。 |
| 2004年12月10日                         | ジョン（犬）へ、たっこむディスク凸                                        | V.A.                                               | 6. うし | ジョン (犬)のトリビュート・アルバム。なお、同時発売の『ジョン（犬）から、へっこむディスク凹』ではジョン (犬)がお返しとしてたまの「かなしいずぼん」をカバーしている。 |
| 2005年                                 | 不思議な六月の夜                                                          | サード・クラス、TOMOVSKY、ワタナベイビー、知久寿焼 | 4. おるすばん 5. 不思議な六月の夜                                                                                       | ボーカル、コーラス、ウクレレを担当。 |
| 2006年                                 | 不思議な六月の夜 その2                                                    | サード・クラス、TOMOVSKY、ワタナベイビー、知久寿焼 | 3. ああぼ〜くはかなし〜よ 5. もものうた                                                                                 | 「もものうた」では、エレキギターとコーラスを担当。 |
| 2009年2月14日                          | 水槽の中に象                                                              | 滝本晃司                                           | | コーラスアレンジ、ウクレレ、アコースティック・ギター、エレクトリック・ギター、笛、モーコックで参加。                                                                 |
| 2010年4月1日                           | 保存盤                                                                    | 大谷氏                                             | | コーラス、鼻笛、モーコック、ギターで参加。 |
| 2010年8月18日                          | ピタゴラスイッチ うたのCD                                                 | V.A.                                               | 4. ぞうのあしおと係 13. おとうさんスイッチの作り方                                                                      | NHK教育テレビ『ピタゴラスイッチ』の楽曲集。ボーカルで参加。 |
| 2010年                                 | ベネッセ おたんじょうびCD 2010                                            | V.A.                                               | おたんじょうびのうた | ベネッセ『こどもちゃれんじ』教材付属CD（非売品）。ボーカルを担当。                                                                                                   |
| 2012年5月23日                          | ウクレレ・キヨシロー                                                      | V.A.                                               | 6. ぼくの好きな先生 7. ヒッピーに捧ぐ                                                                                   | 忌野清志郎の楽曲のウクレレカバー集。 |
| 2012年7月4日                           | ほのぼの倶楽部                                                            | イルカ                                             | 5. 昭和の子 | コーラスで参加。 |
| 2012年10月13日                         | 人間の秘密                                                                | 原マスミ                                           | | マンドリンで参加。 |
| 2014年3月7日                           | Go! Go! ホルモン鉄道                                                      | ホルモン鉄道                                       | | コーラス、口琴、ギターで参加。 |
| 2015年1月7日                           | みんなのうた「ゆきだるまかぞく」 おかあさんといっしょ「ゆきだるまのルー」 |                                                    | 1. ゆきだるまかぞく 3. ゆきだるまかぞく 弾き語りバージョン                                                              | NHK『みんなのうた』『おかあさんといっしょ』で使用された楽曲のシングル。「ゆきだるまかぞく」の作曲、ボーカルを担当し、同曲の弾き語りバージョンも収録されている。      |
| 2016年3月13日                          | おさるのかごや/砂山                                                       | 栗コーダー&フレンズ                                | | 知久と栗コーダーカルテット、ビューティフルハミングバードで構成されるユニットによる作品。ボーカルを担当。                                                             |
| 2017年6月10日                          | ラオス 竜の奇跡 Original Sound Track                                      | 栗コーダーカルテット                               | | 同名映画のサウンドトラック。一部演奏でゲスト参加。 |
| 2018年1月20日                          | We are さるハゲロック さるフェス10周年プレミアム特製スペシャルCD          | V.A.                                               | 1. We are さるハゲロック 10. ずいずいずっころばし                                                                       | しりあがり寿主宰のイベント『さるハゲロックフェスティバル』の10周年記念盤。「We are さるハゲロック」には、「さるハゲオールスターズ」の一員として参加。                |
| 2019年2月13日                          | 不完全なけもの                                                            | マヒトゥ・ザ・ピーポー                             | 7. かんがえるけもの (feat. 知久寿焼)                                                                                    | デュエットで参加。 |
| 2019年6月8日                           | 皆、月になるのだ                                                          | ゑでぃまぁこん                                     | 2. 交信 | 同名ワンマンライブの会場限定配布CD。 |
| 2020年5月27日                          | kodomono odoriko                                                          | macaroomと知久寿焼（まかちく）                     | | 共作によるオリジナル曲+知久の楽曲をアレンジ収録。「月がみてたよ」はNHK『星とレモンの部屋』挿入歌。                                                                   |
| 2024年9月18日                          | hyougaki                                                                  | macaroomと知久寿焼（まかちく）                     | | 共作によるオリジナル曲+知久の楽曲をアレンジ収録。 |

### 映像作品
1. 不思議な六月の夜（2006年1月26日）
  - サード・クラス、ワタナベイビー、TOMOVSKYとの連名名義のオムニバスライブDVD。
2. たまははき居酒屋ライヴ 最終回実況盤 （2007年12月）
  - 2005年12月18日、幡ヶ谷『酒処たまははき』にて行われたワンマンライブを収録したDVD。
  - おるがん／ひょうたん池／石の町／鐘の歌／夜のおんがく／ああぼ〜くはかなし〜よ／ぎが／きみにあげるよ／学習／電車かもしれない／いなくていいひと／ゆめみているよ／ねむけざましの歌／いわしのこもりうた／安心／おるすばん／いちょうの樹の下で／電柱（でんちう）／くだもの／サルビアの花／ルンペンとラプンツェル／おおホーリーナイト／昔むかし／月がみてたよ (Overstay)／らんちう／ちょっと今ココだけの歌／金魚鉢／（死んぢゃってからも）
3. 不思議な巌流島ライブ 〜秋のお楽しみツアー〜（2012年6月4日）
  - サード・クラス、ワタナベイビー、TOMOVSKYとの連名名義のオムニバスライブDVD。
4. スターパインズカフェにじっしうねん御祝いなので知久寿焼たくさんうたいますんでちょっとお値段高めです。（2019年8月23日）
  - 2017年8月23日、吉祥寺スターパインズカフェにて行われたワンマンライブを収録したDVD。
  - Disc1: おるがん／金魚鉢／ああぼ〜くはかなし〜よ／石の町／ひょうたん池／電車かもしれない／ここはもののけ番外地／あめふらし／ぎが／あるぴの／みもふたもないうた／いちょうの樹の下で／きみしかいない／牛乳／あたまのふくれたこどもたち／ロシヤのパン／くだもの／らんちう／方向音痴／そんなぼくがすき／セシウムと少女
  - Disc2: シーベックシーモア／月夜の病院／安心／おやすみいのしし／月がみてたよ／月食仮面／いわしのこもりうた／すいか畑／鐘の歌／ちょっと今ここだけのうた／いたわさ
  - 特典映像（2019年4月17日自宅ベランダにて収録）: 電柱（でんちう）／ずいずいずっころばし

### 配信曲
Majixにて、以下の未発表スタジオライブ音源を、一曲単位で配信している。
1. 昔むかし - 5:14（配信日：2013年3月6日）
2. Andaikan Aku Punya Sayap - 3:55（『知久寿焼＋佐藤良成』名義、配信日：2013年2月8日）
3. えんどうの花 - 3:03（配信日：2013年2月8日）
4. ハオハオ - 3:00（配信日：2013年2月8日）
5. ねむけざましのうた - 4:25（配信日：2013年2月8日）
6. ゆめみているよ - 7:32（配信日：2011年3月1日）
7. ムリなおみやげ - 2:22（配信日：2011年3月1日）
8. おるすばん - 5:23（配信日：2011年3月1日）
9. 金魚鉢 - 4:47（配信日：2011年2月15日）
10. すいか畑 - 4:57（配信日：2011年2月15日）
11. ロシヤのパン - 4:10（配信日：2011年2月15日）
12. 月がみてたよ (Overstay) - 6:57（配信日：2011年2月2日）
13. 電車かもしれない - 2:57（配信日：2011年2月2日）
14. らんちう - 5:16（配信日：2011年2月2日）
15. ちょっと今ココだけの歌 - 5:29（配信日：2011年2月2日）

### 書籍
- だるまさん千字文（1999年）
  - 矢川澄子の詩に知久が絵を描いた絵本。絶版。
- ふしぎないきもの ツノゼミ（2019年7月）ISBN 978-4251099273
  - 丸山宗利、小松貴との共著。

### CMソング
- ニトリ『キッズ収納』（2007年 - ）
- キユーピー『あえるパスタソース』（2007年 - ）
- ぽすれん（2009年 - ）
- ヒガシマル醤油『うどんスープ』
  - ｢うどんかぞえうた｣（2011年 - ）
- 米久『御殿場高原あらびきポーク』（2011年 - ）
- ユニ・チャーム『シルコットウェットティッシュ』（2016年 - ）
- ココネ『猫のニャッホ 〜ニャ・ミゼラブル〜』（2018年 - ）

## 出演
- フジテレビ系『ひらけ!ポンキッキ』：かいぶん21めんそう
- 映画『トルンピ アントン・ブリューヒンの口琴新世界』（2001年）
- スペースシャワーTV『ナンダコーレ』（2012年）
- 映画『シュトルム・ウント・ドランクッ』（2014年）
- 映画『川っぺりムコリッタ』（2022年）

### ライブ
- 2008年
  - 2月03日 - 友部正人プロデュース「LIVE! no media 2008」～ミュージシャンによる詩の朗読会～
  - 3月25日 - 梅津和時 プチ大仕事 2008 通りすがりの晩さん会。こまっちゃクレズマ
- 2014年
  - 1月18日 - しりあがり寿 presents 新春!(有)さるハゲロックフェスティバル'14～今夜は宇宙旅行～
  - 7月19日 - 栗コーダーカルテット 20周年記念コンサート
  - 8月01日 - ≪寄り道バザール vol.1≫
  - 10月30日 - 宇宙旅行vol.5
- 2015年
  - 9月27日 - ぐるぐるTOIRO 2015
  - 10月25日・28日 - 知久寿焼北海道巡業2015
- 2016年
  - 1月16日 - しりあがり寿presents 新春! (有)さるハゲロックフェスティバル'16 ～おサルの産業革命～
  - 11月20日 - 帰ってきた不思議な11月の夜
- 2017年
  - 1月21日 - しりあがり寿Presents 「新春!(有)さるハゲロックフェスティバル'17」 ～A Happy new easy Rider!～
  - 5月14日 - 森、道、市場 2017～行き交う色と、ふたつの場所～
  - 9月14日 - HAPPY GO RICE -7days,9shows-
  - 9月16日 - 『勝手にウッドストック 2017』
  - 12月28日 - 『第6回ああ素晴らしき音楽祭 -What A Wonderful Music Festival vol.6-』
- 2018年
  - 5月20日 - WALK INN STUDIO presents WALK INN FES! 2018
  - 8月01日 - 木村充揮 満載な一週間!!
  - 8月18日 - 知久寿焼 × Koochewsen 2マンライブ!
- 2019年
  - 2月11日 - 『阿呆らし屋の鐘が鳴る』
  - 6月15日 - YATSUI FESTIVAL! 2019
  - 9月29日 - 服部緑地RAINBOWHILL2019
  - 10月20日 - 知久寿焼×U-zhaan